# Bahnhof Hamburg-Blankenese

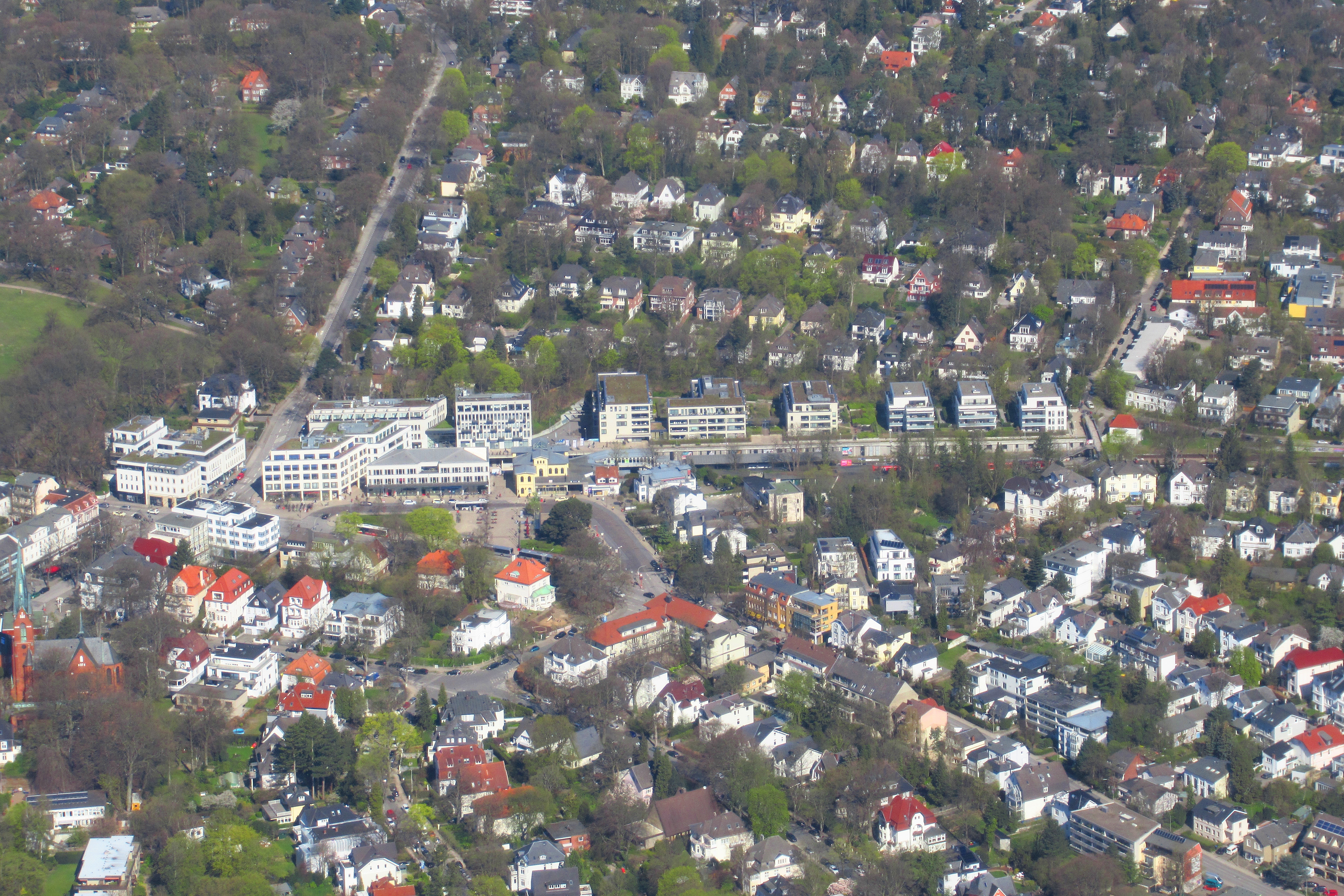
Der Bahnhof und seine Umgebung von oben

Der Bahnhof Hamburg-Blankenese liegt etwa 13 Kilometer westlich des Hamburger Hauptbahnhofes im Hamburger Stadtteil Blankenese. Es handelt sich um einen Kopfbahnhof, der inzwischen ausschließlich von der Hamburger S-Bahn genutzt wird.

## Beschreibung
Der Bahnhof liegt zentral im Stadtteil am Krähenberg, in den die hinteren Abstellanlagen im Westen in einen Trog hineinführen. Er besteht aus einem Empfangsgebäude mit diversen kleineren Geschäften sowie zwei Bahnsteigen, die jeweils über eine Treppe bzw. barrierefrei einen Aufzug zu erreichen sind. Seit 2007 wurde das Gelände rund um den Bahnhof (zunächst Blankeneser Bahnhofsplatz, inzwischen umbenannt in Erik-Blumenfeld-Platz) sowie das Bahnhofsgebäude selbst renoviert und um P+R-Parkplätze, Praxis-, Büro- und Geschäftsräume erweitert.

## Architektur
Das dreistöckige Bahnhofsgebäude wurde 1866/67 auf quadratischem Grundriss von 20 m Kantenlänge als repräsentativer Putzbau errichtet. Es besitzt zu jeder Seite fünf Fensterachsen und einen überhöhten Mittelrisalit. Zur Ausschmückung wurden Elemente der Romanik (Bogenfries), Gotik (Vierpässe) und der Renaissance bzw. des Klassizismus (Rundbogenfenster mit breiter Rahmung und Säulchen) verwendet.
Zum Südosten hin ergänzt ein Anbau auf quadratischem Grundriss von 7 m Kantenlänge, dessen Traufhöhe um etwa 1 m niedriger ausfällt.
Der Haupteingang befand sich vom heutigen Untergeschoss des Gebäudes aus. So gelangte man ebenerdig zum heutigen Gleis 2. Zum anderen Gleis musste man direkt die Gleise überqueren.

## Geschichte

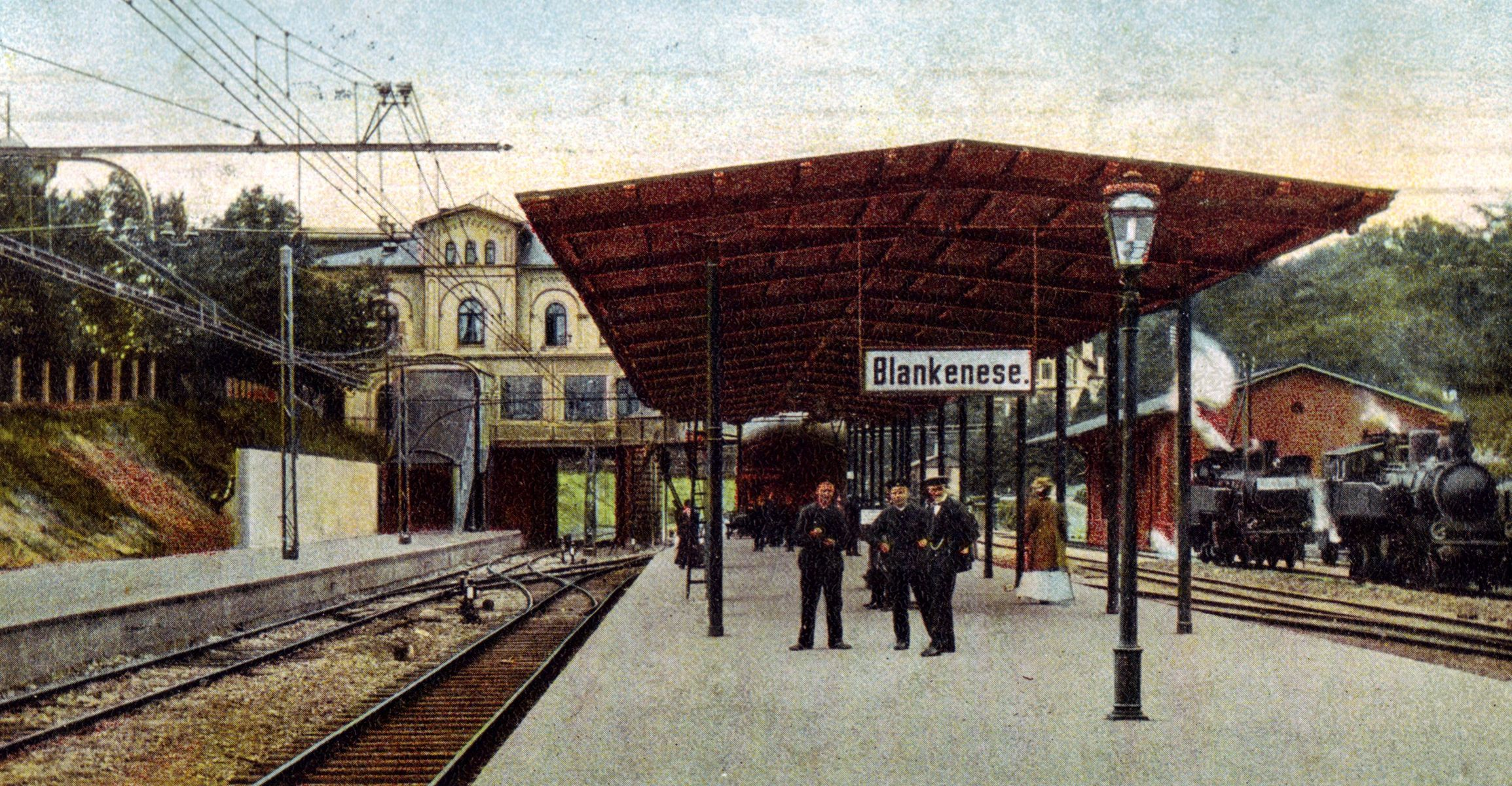
Der Bahnhof um 1910: Links die elektrifizierten Gleise der Vorortbahn von Altona, rechts ein Dampfzug in Richtung Wedel

Am 19. Mai 1867 wurde die Eisenbahnstrecke nach Altona eröffnet und der Personen- sowie der Güterbahnhof in Betrieb genommen. Beide lagen in einer Senke und wurden jeweils über Rampen vom Sülldorfer Kirchenweg aus erschlossen.
Der Personenbahnhof hatte nur zwei Gleise (heutige Gleise 2/3). Beide Gleise überdeckte eine seitlich geschlossene, an beiden Enden mit je zwei Rundbögen offene Backsteinhalle.
1895 wurde die Bahnsteighalle zerlegt und diente fortan in Kiel als Unterstand für den Kaiserzug. In Blankenese erhielt der Bahnsteig das noch heute sichtbare Holzdach auf schlanken Stützen. Das (heutige) Gleis 3 wurde gekürzt und endete nun an der neu errichteten, genieteten, überdachten Eisenbrücke, die an den Mittelrisalit der Nordwest-Fassade an das bisherige Obergeschoss des Bahnhofsgebäudes anschloss. An der Stelle eines früheren Zuganges am Ende der Rampe zum Sülldorfer Kirchenweg musste deswegen sogar von außen an der Fassade ein Aufzug angebracht werden.
Durch Aufschüttungen wurde bis 1897 der Bahnhofsvorplatz gebildet. Somit war endgültig der Eingang im früheren Obergeschoss; das Gebäude hatte ein Stockwerk „eingebüßt“. Beim Umbau 2006 wurde die ehemalige Südost-Erdgeschoss-Fassade kurzzeitig wieder erlebbar, sie ist noch heute von der Gleisseite teilweise sichtbar.
Im Zuge der Elektrifizierung der Vorortbahn 1907 wurde ein Teil des Hangs zum Bahnhofsvorplatz abgetragen und das heutige Gleis 1 gelegt. Dieses und Gleis 2 wurden mit Wechselstrom-Oberleitung versehen. Eine neue Stahlbrücke und neue Treppenzugänge schlossen nun an die Nordost-Fassade an. Das Gebäude wurde mit Stützpfeilern so über dem Gleiskörper geöffnet, dass eine eingleisige Tunneldurchfahrt von Gleis 1 zu den Abstellanlagen entstand (diese ist jedoch seit einigen Jahren gesperrt).
Eine Ergänzung folgte 1911 mit der Eröffnung der Gleislosen Bahn Blankenese–Marienhöhe, die am Bahnhof Blankenese ihren Ausgangspunkt hatte.
Zum Bahnhofsvorplatz ergänzten ab 1929 beidseitig des alten Anbaus (zunächst offene) eingeschossige Vorbauten entlang der Südost-Fassade im jetzigen Erdgeschoss das Gebäude: Links und im Vorbau befand sich die Bahnhofsgaststätte, rechts war nun der Hauptzugang.
1953 wurde im Westen eine etwa 40 m lange, eingeschossige Ladenzeile hinzugefügt. In die Räume der „Bahnhofswirtschaft“ zog in den 1970er Jahren ein Schnellrestaurant ein.
1988/1990 erfolgte eine Sanierung großer Teile des Bahnhofs: Die alten stählernen Treppenabgänge zu den Bahnsteigen wurden durch betongestützte Neubauten ersetzt. Eine Rolltreppe und ein Aufzug führen seitdem zum Hauptbahnsteig (Gleis 2/3). Auch wurden die Bahnsteigdächer saniert. Die zur S-Bahn führende Zugangsanlage erhielt ein neues Farbschema (statt eines dunklen Grüns nun Hellblau mit Aluminium, Glas und hellhölzernen Elementen). Das Hauptgebäude wurde allerdings nicht komplett saniert und war daher weiter dem Verfall ausgesetzt. Dies war unter anderem in den jahrelangen intensiven Diskussionen um die Neugestaltung des Bahnhofsviertels in Blankenese begründet. Mehrere Entwürfe wurden etwa in den Jahren 1993 und 1997 vorgestellt, aber von Teilen der Blankeneser Einwohnerschaft abgelehnt.

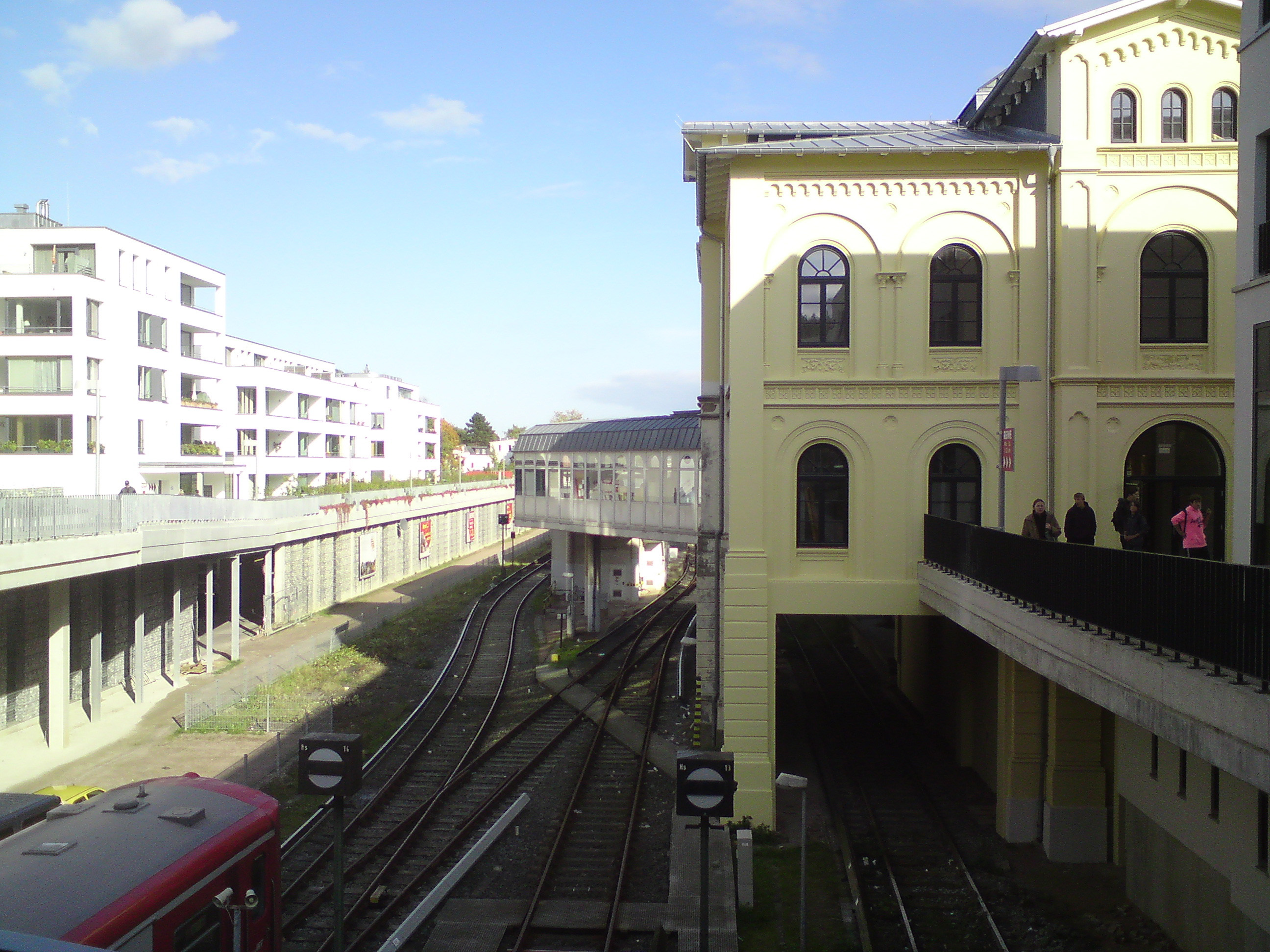
Das Hauptgebäude, Ansicht von Westen, im Herbst 2009

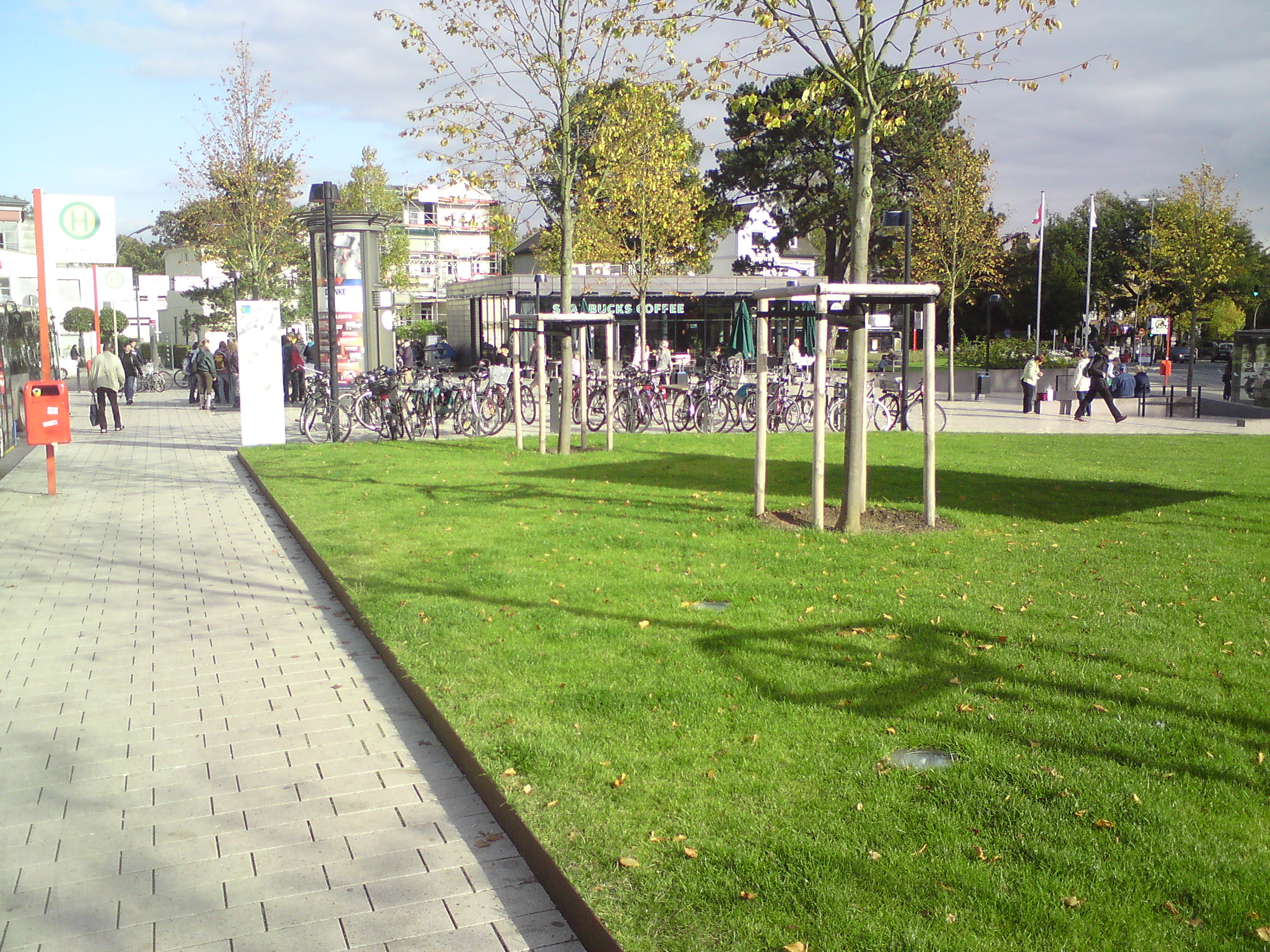
Erik-Blumenfeld-Platz, ehemals Blankeneser Bahnhofsplatz

Zunächst wurden lediglich die östlichen Zugangstreppen 2002–2004 mitsamt der zugehörigen Fußgängerbrücke, die die Straßen Witts Allee und Am Klingenberg verbindet, durch einen Neubau ersetzt. Erst während der Bauarbeiten hatte sich herausgestellt, dass ein kompletter Neubau erforderlich war.
Anfang 2006 begann dann mit dem Neubau der Straßenbrücke des Sülldorfer Kirchenwegs die eigentliche Umgestaltung des Bahnhofsumfeldes. Das zentrale Bahnhofsgebäude wurde nun im Rahmen der laufenden Sanierungsmaßnahmen ab 2007 instand gesetzt und in einem Gelbton neu verputzt. Auch die Ladenzeilen im Erdgeschoss wurden und werden neu gestaltet. Auf dem Gelände des Güterbahnhofs, dessen alter Schuppen abgerissen und die Gleise zurückgebaut wurden, wurden u. a. Wohnhäuser und ein Supermarkt errichtet. Insgesamt kostete die Umgestaltung des Bahnhofsumfeldes 95 Millionen Euro. Seit Oktober 2008 steht das Hauptgebäude unter Denkmalschutz.
Die Umgestaltung des Bahnhofsplatzes war Anfang Mai 2009 abgeschlossen. Dabei wurde auch die Fahrtrichtung in der Buskehre umgedreht (jetzt im Uhrzeigersinn). Im neuen Gebäudekomplex nördlich des Bahnhofsgebäudes hat unter anderem das Kundenzentrum Blankenese des Bezirks Altona seinen Sitz. Am 26. Oktober 2009 wurde auch die neue Bücherhalle „Elbvororte“ in einem Neubau unmittelbar am Bahnhof eröffnet, die die bisherigen und nun geschlossenen Standorte Iserbrook und Rissen ersetzen soll.

### Betriebsgeschichte
Bis 1997 gab es in Blankenese einen, zuletzt immer spärlicheren, Güterverkehr: Güterzüge, die vom und zum Bahnhof Rissen-Ölweiche fuhren, mussten in Blankenese Kopf machen. Die Güterzuglok wendete dann über Gleis 3 des S-Bahnhofs, so dass der S-Bahn-Verkehr zum Teil darauf ausgerichtet werden musste. Bis Anfang der 1990er Jahre hatte der Bahnhof noch eine eigene Bahnmeisterei.
Erhalten und in Betrieb befindlich ist das Stellwerk „B“ (elektromechanisch, Bauform S&H 1912) aus dem Jahr 1927. Von hier aus werden die Formsignale innerhalb des Bahnhofs gestellt.

## Bildergalerie

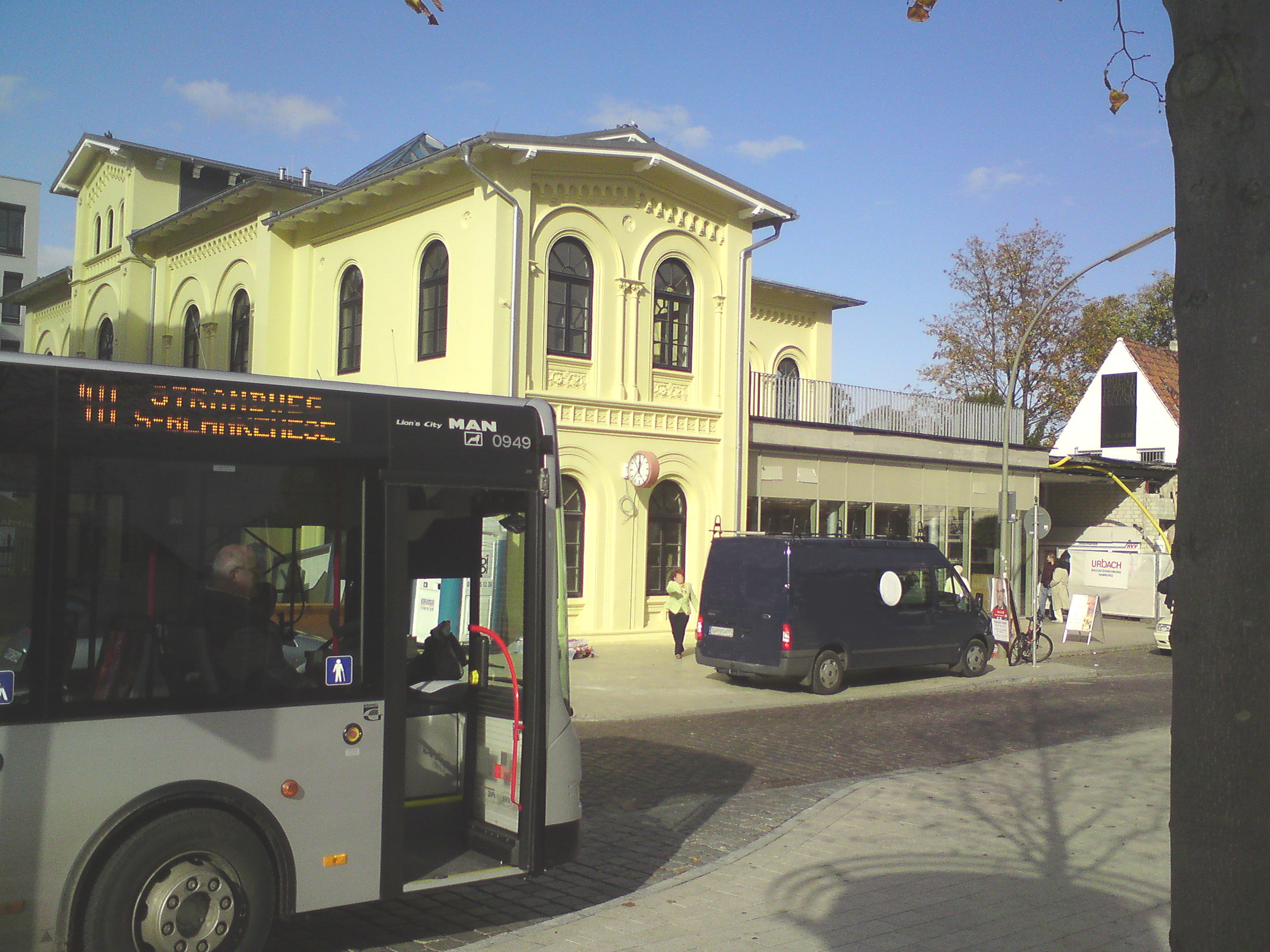
Das Hauptgebäude im Herbst 2009; vorn links ein Midibus der ehemaligen Linie 48 („Bergziege“)
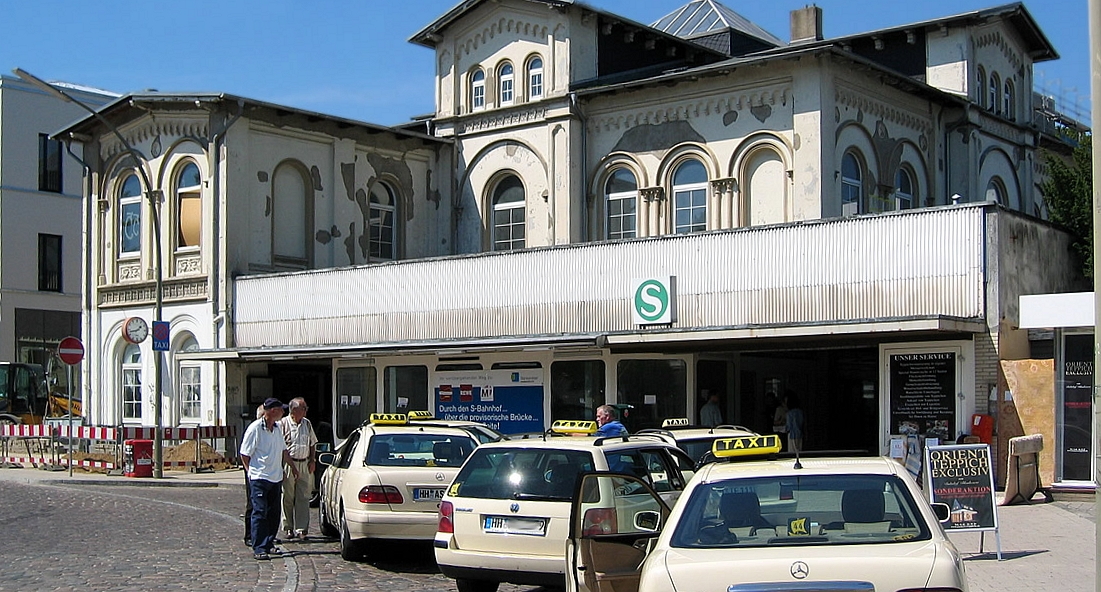
Das Hauptgebäude vor den letzten Sanierungsmaßnahmen
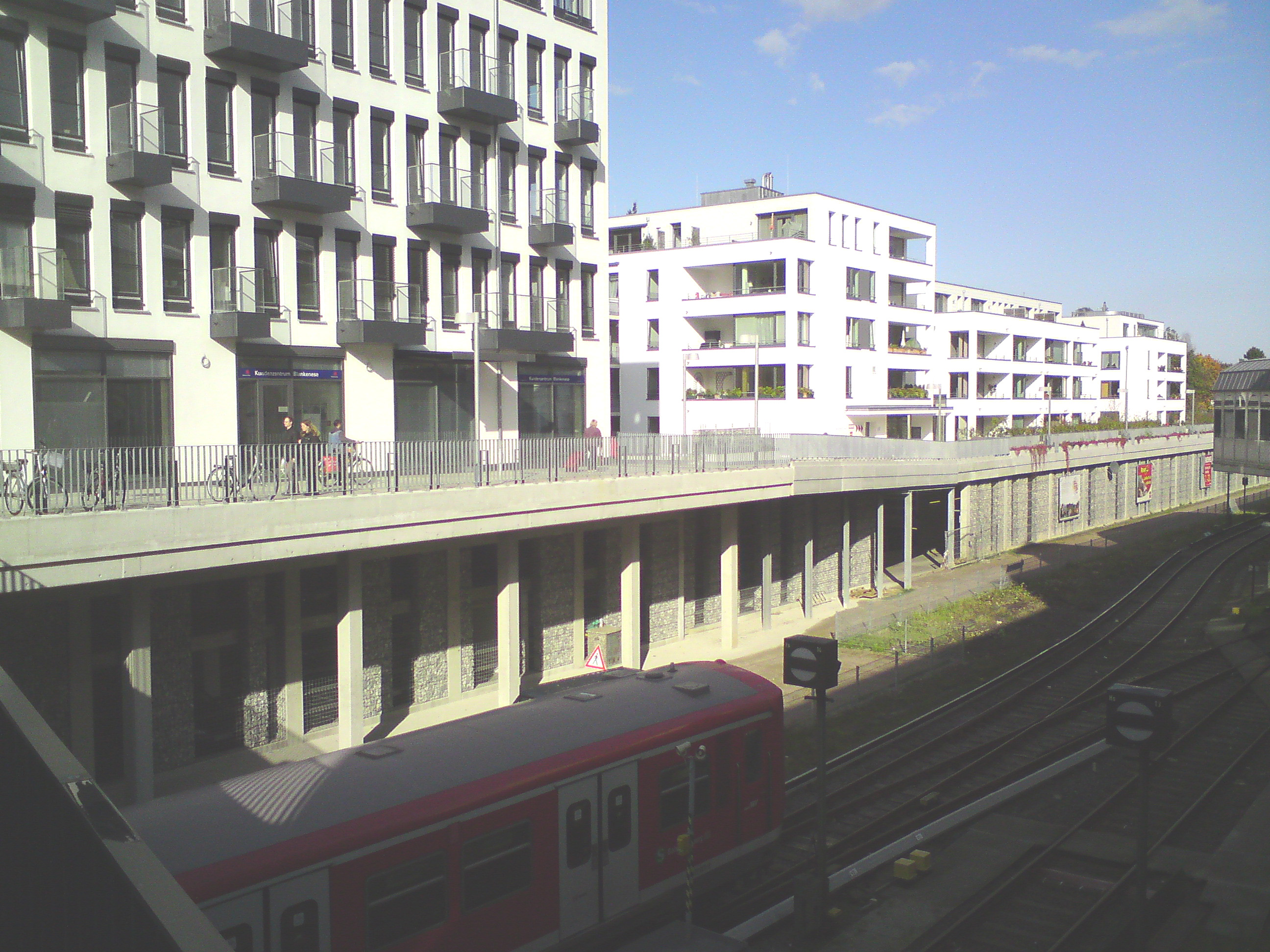
Neubauten auf dem Gelände des ehemaligen Güterbahnhofs – links auf Brückenebene das Kundenzentrum Blankenese

## Linien
Der Bahnhof wird von einer Linie der S-Bahn Hamburg sowie acht Buslinien angefahren, die dem Bahnhof ein Pendleraufkommen von bis zu 30.000 Personen pro Tag bereiten.

### Schnellbahnverkehr
| Linie | Verlauf |
| ----- | --- |
| S 1   | Wedel – Rissen – Sülldorf – Iserbrook – Blankenese – Hochkamp – Klein Flottbek – Othmarschen – Bahrenfeld – Ottensen – Altona – Königstraße – Reeperbahn – Landungsbrücken – Stadthausbrücke – Jungfernstieg – Hauptbahnhof – Berliner Tor – Landwehr – Hasselbrook – Wandsbeker Chaussee – Friedrichsberg – Barmbek – Alte Wöhr (Stadtpark) – Rübenkamp – Ohlsdorf \ Streckenast Poppenbüttel – Kornweg (Klein Borstel) – Hoheneichen – Wellingsbüttel – Poppenbüttel / Streckenast Flughafen – Hamburg Airport (Flughafen) |

Mit der Einführung des neuen S-Bahn-Liniennetzes am 10. Dezember 2023 wurde die damalige Linie S11 zwischen Poppenbüttel und Blankenese über die Verbindungsbahn (über Dammtor) aufgegeben, dafür wurde nun die S1 in den Hauptverkehrszeiten auf einen 5-Minuten-Takt verstärkt.

### Busverkehr
Eine Besonderheit im Hamburger HVV-Busverkehr bilden die Stadtteil-Linien 388, 488 und 588, auf denen kleinere Busse der VHH zum Einsatz kommen. Die frühere Schnellbus-Linie 48 verkehrt seit Dezember 2018 als Linie 488 zum Normaltarif. Sie wird „Bergziege“ genannt, da sie auf einem Rundkurs vom und zum Blankeneser Bahnhof durch die steilen und engen Straßen des Treppenviertels fährt. Charakteristisch waren insbesondere der Mercedes-Benz-Kleinbus O 309 in rosa-weißer Schnellbus-Lackierung, die jahrelang das Stadtbild Blankeneses prägten. Aber auch der nachfolgende rot/weiße, modernere Typ (Ernst Auwärter Teamstar City) der PVG mit niederflurigem Einstieg musste ersetzt werden; jetzt kommen silbergraue MAN-Midibusse zum Einsatz. Außerdem werden seit Oktober 2014 zwei Elektrobusse des italienischen Herstellers Rampini mit Ausrüstung von Siemens auf der VHH-Linie 48/488 durch das Treppenviertel eingesetzt.
| Linie | Verlauf |
| ----- | --- |
| 1     | Rissen – Sülldorf – Blankenese Bf. – Schenefelder Holt – Osdorf – Trabrennbahn Bahrenfeld – Othmarschen – Ottensen – Bf. Altona                                       |
| 22    | Blankenese Bf. – Osdorf – Lurup – Stellingen – [U] Hagenbecks Tierpark – Lokstedt, Siemersplatz – Eppendorfer Marktplatz – [U] Kellinghusenstraße                     |
| 112   | Blankenese Bf. – Nienstedten – Klein Flottbek – Altona Rathaus – Reeperbahn – [U] St. Pauli – [U] Stephansplatz – Hauptbahnhof – Hammerbrook – Hamm, Osterbrookplatz  |
| 286   | Falkenstein – Blankenese Bf. – Nienstedten – Teufelsbrück – Othmarschen (– Trabrennbahn Bahrenfeld)                                                                   |
| 388   | Rissen – Falkenstein – Blankenese Bf. |
| 488   | Ringlinie: Blankenese Bf. → Treppenviertel → Blankenese (Fähre) → Blankenese Bf.                                                                                      |
| 588   | Blankenese Bf. – Elbuferweg |
| 189   | Wedel Bf. – Schulau – Tinsdal – Rissen – Blankenese Bf. |
| 601   | Wedel Bf. – Schulau – Rissen – Sülldorf – Blankenese – Osdorf – Trabrennbahn Bahrenfeld – Othmarschen – Ottensen – Bf. Altona – Reeperbahn – St. Pauli – Rathausmarkt |

## Kunstwerk

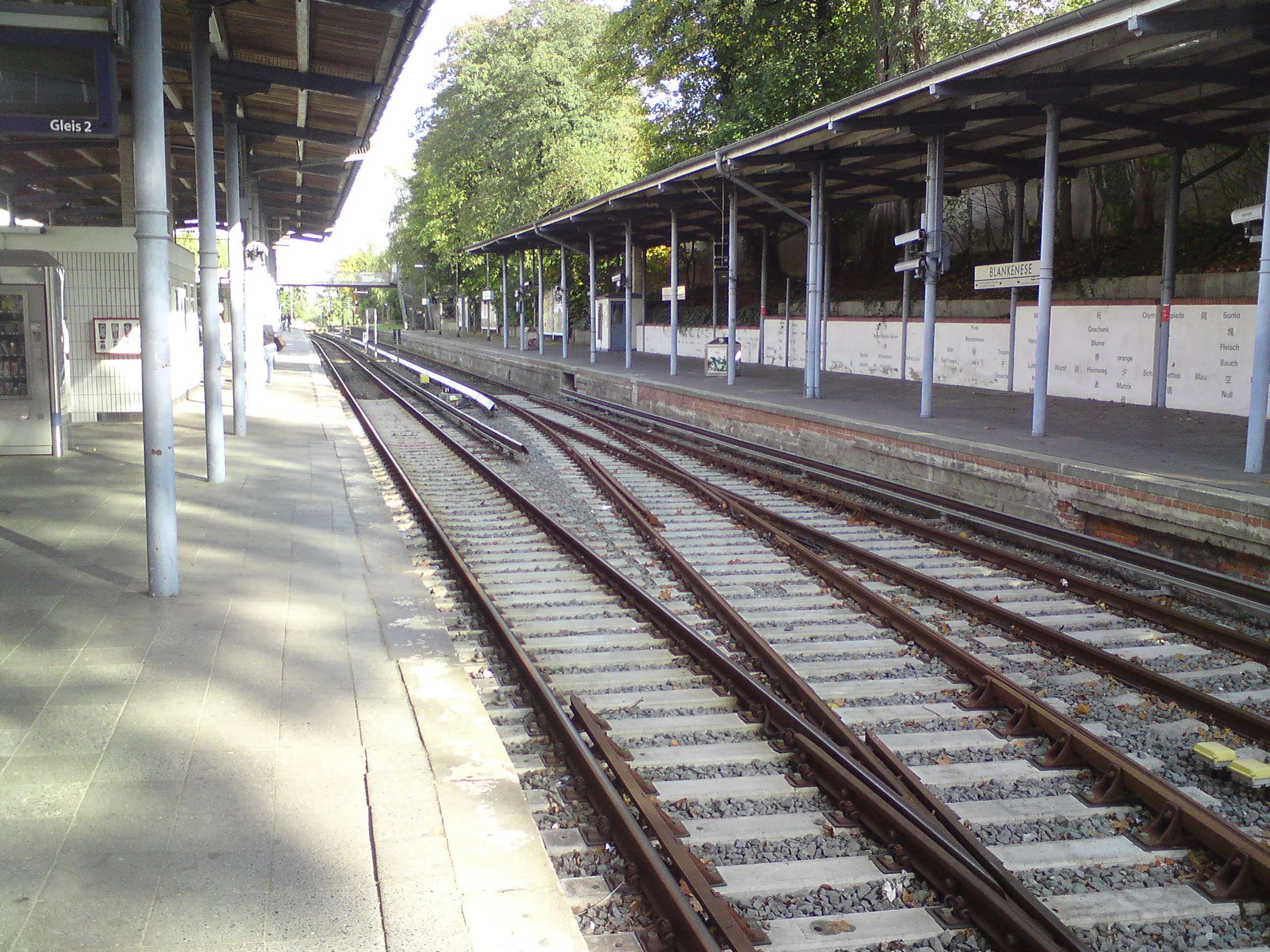
Die Bahnsteiggleise 2 und 1

Der Bahnhof Blankenese konnte einige Jahre lang mit einem Kunstobjekt aufwarten – in Form der Wand des Bahnsteiges an Gleis 1. Diese wurde vom 1. bis zum 11. November 2000 von Studierenden der Kunsthochschule Tama aus Tokio zusammen mit den Hamburger Künstlerinnen Hildegund Schuster und Kerstin Hof im Rahmen der weltweiten Umweltinitiative Agenda 21 mit assoziativen Wörtern und Schriftzeichen versehen. Ende 2009 wurden sie im Rahmen von Instandsetzungsarbeiten an den Bahnsteigen überstrichen.

## Dokumentationen
- Birthe Jessen: Die Bergziege – Blankeneses besonderer Bus in der NDR-Mediathek. Fernsehdokumentation (29 Min.), abrufbar bis 23. April 2026